# Alphapolis
AlphaPolis Co.,Ltd. (株式会社アルファポリス, Kabushiki Gaisha Arufaporisu)  est une maison d'édition japonaise fondée en août 2000 publiant et prépubliant principalement des livres, romans, light-novels et mangas, sur leur site web et en format papier.